# Falacia circular
La falacia circular es una falacia lógica que se basa en poner a prueba una proposición mediante un proceso de razonamiento circular, el cual retorna a la misma afirmación expuesta, para finalmente presentar este razonamiento como demostración de su veracidad.
Este modo de proceder no demuestra ni la veracidad ni la falsedad de la proposición, sin embargo, la presenta como el resultado lógico de un razonamiento correcto, y, por tanto, como una conclusión verdadera.

## Formas
El razonamiento se puede hacer en uno o más pasos, dando lugar a distintas formas y se emplea para justificar cualquier idea preconcebida, para la que ya hay una predisposición:

### Forma en un paso
Demostrar que a es cierto:
1.- a → a
Conclusión:
a es verdadero.

#### Ejemplo
- Probar que: Yo soy el más alto, más guapo y el que tiene los ojos más azules.

1.- Yo soy el más alto, más guapo y el que tiene los ojos más azules.
Conclusión:
Como queda perfectamente claro: Yo soy el más alto, más guapo y el que tiene los ojos más azules.

### Forma en dos pasos
Algo más elaborada que en el primer caso.
Demostrar que a es cierto:
1.- a → b
2.- b → a
Conclusión:
a es verdadero.

#### Ejemplo
- Demostrar que: Los humanos son más inteligentes que los animales.

1.- Si los humanos son más inteligentes que los animales, los animales son menos inteligentes que los humanos.
2.- Si los animales son menos inteligentes que los humanos, los humanos son más inteligentes que los animales.
Conclusión:
Los humanos son más inteligentes que los animales, como queríamos demostrar.

### Forma en tres pasos
Realizando un proceso circular en tres pasos.
Demostrar que a es cierto:
1.- a → b
2.- b → c
3.- c → a
Conclusión:
a es verdadero.

#### Ejemplo
- Demostrar que: los extraterrestres existen:

1.- Si los extraterrestres existen, entonces los extraterrestres viven en otros planetas.
2.- Si los extraterrestres viven en otros planetas, entonces los extraterrestres vienen a la Tierra desde otros planetas.
3.- Si los extraterrestres vienen a La Tierra desde otros planetas, entonces los extraterrestres existen.
Conclusión:
Los extraterrestres existen, como queda demostrado.

### Forma en cuatro pasos
El número de pasos es indefinido, podemos emplear cuatro o más, como se ve en este ejemplo.
Demostrar que a es cierto:
1.- a → b
2.- b → c
3.- c → d
4.- d → a
Conclusiones:
a es verdadero.

#### Ejemplo
Este tipo de razonamiento admite las demostraciones más inverosímiles, como contradicciones matemáticas:
- Demostrar que: 5 = 7 :

1.- Si 5 = 7, entonces 5 + 3 = 7 + 3.
2.- Si 5 + 3 = 7 + 3, entonces 5 + 3 - 3 = 7
3.- Si 5 + 3 - 3 = 7, entonces 5 + 0 = 7
4.- Si 5 + 0 = 7, entonces 5 = 7
Conclusión:
5 = 7 como queríamos demostrar.